# Zone de secours Flandre-Orientale Centre

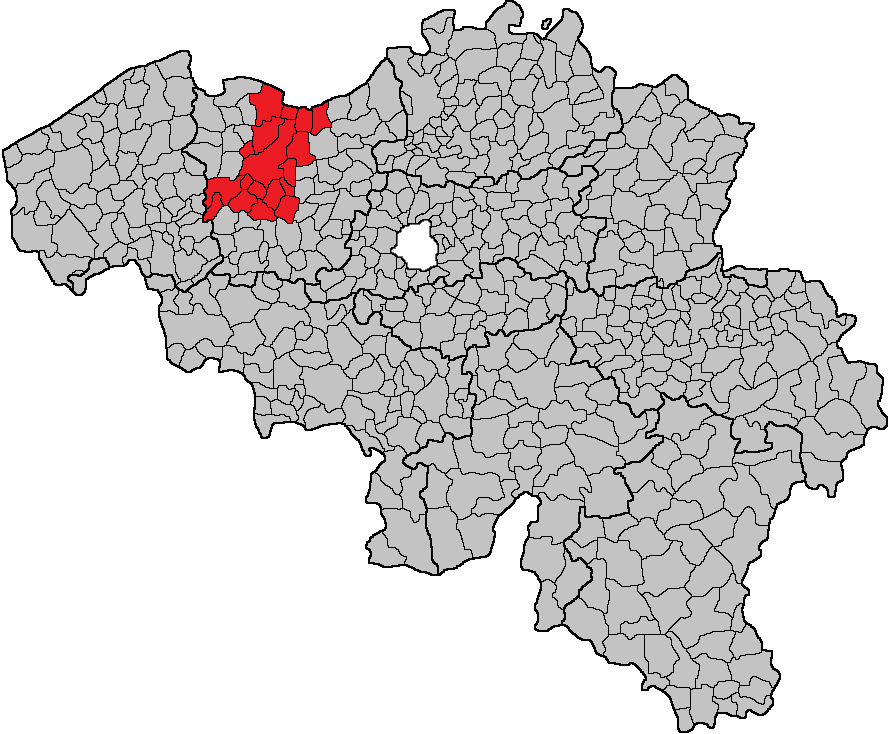
Carte de la zone Centre.

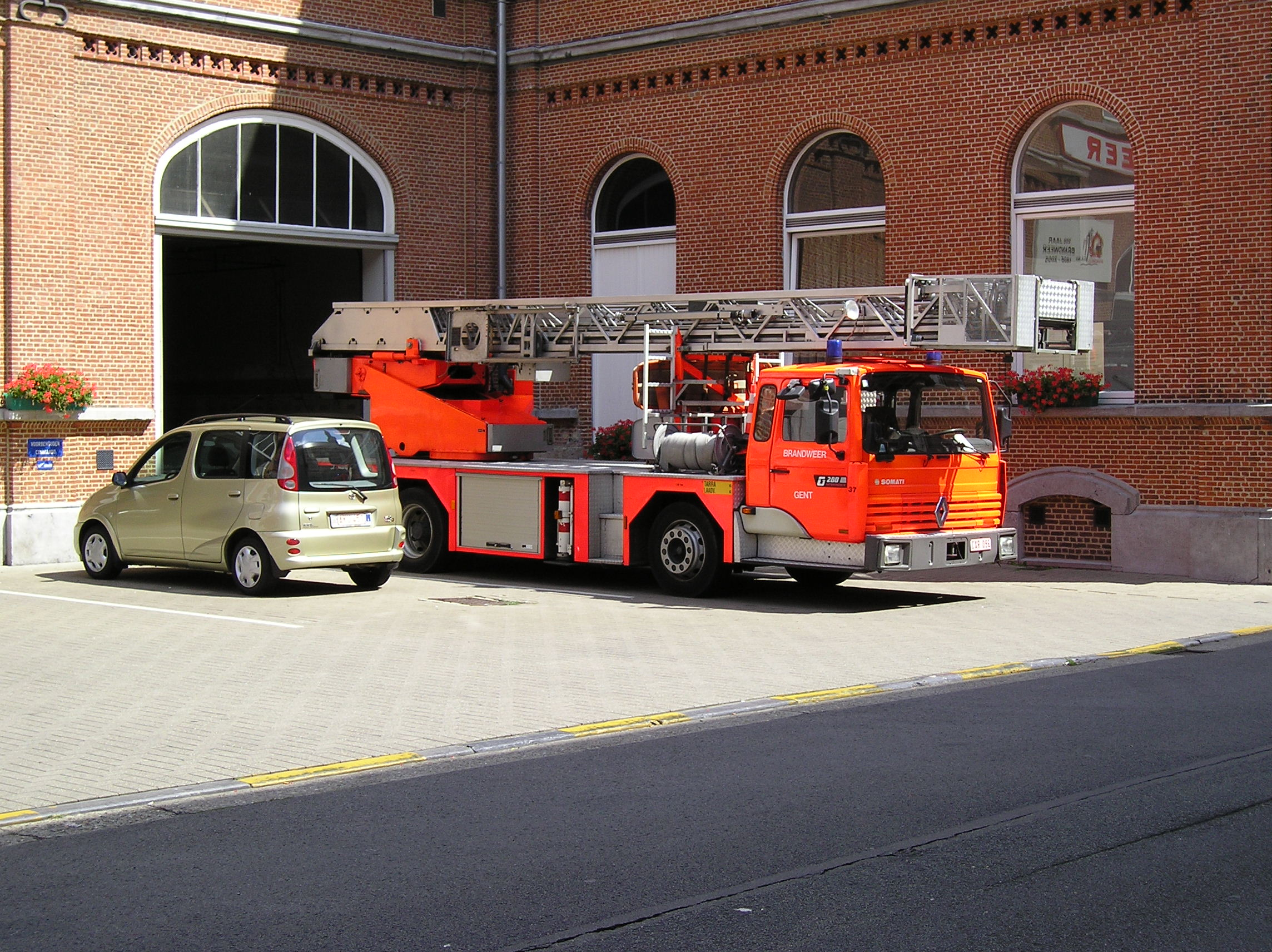
Une auto-échelle des pompiers de Gand.

La zone de secours Flandre Orientale Centre, en néerlandais Hulpverleningszone Oost-Vlaanderen Centrum, est l'une des 34 zones de secours de Belgique et l'une des six zones de la province de Flandre-Orientale.

## Caractéristiques

### Communes protégées

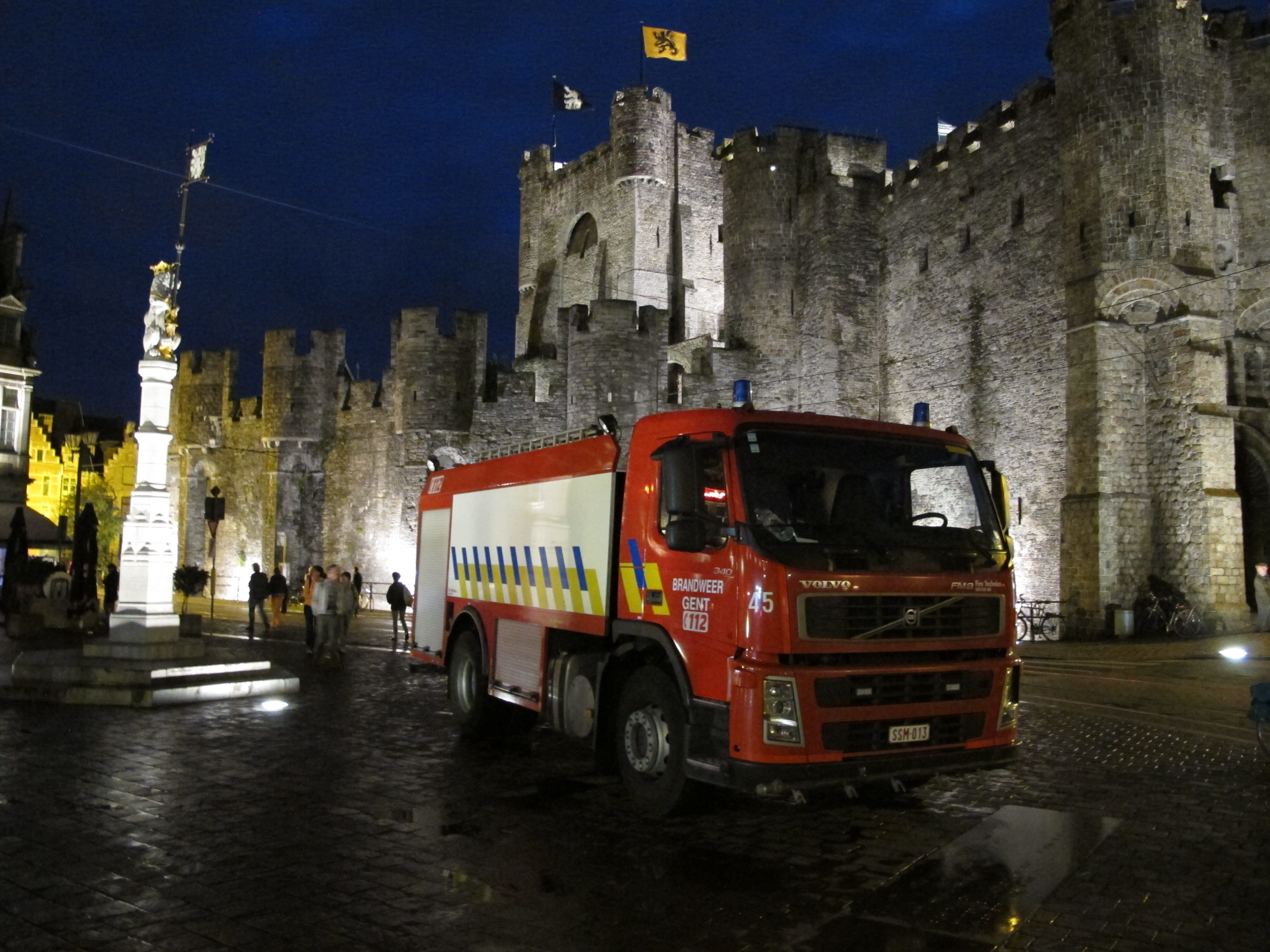
Un camion-citerne des pompiers de Gand devant le Château des Comtes de Flandre.

La zone de secours couvre les 18 communes suivantes: Assenede, Deinze, De Pinte, Destelbergen, Evergem, Gavere, Gand, Laethem-Saint-Martin, Lochristi, Lievegem, Merelbeke, Melle, Moerbeke, Nazareth, Oosterzele, Wachtebeke, Zelzate et Zulte.

## Casernes
Voir aussi: Liste des services d'incendie belges